# 프리파라:신급아이돌 그랑프리
신급 아이돌 그랑프리란 프리파라에서 열리는 그랑프리의 종류중 하나다.

## 과정
팀원 전체가 슈퍼 샤이니 네온 코디를 얻어야지만 예선에 나갈수있고, 예선에서 우승해 6개의 팀을 선발해 본선(신급 아이돌 그랑프리)에 출전하여 신의 드레스를 깨고 나서 여신과 대결을 펼친다.
여신과의 대결을 펼친후 이마저도 이기면 신급 아이돌이 된다.